# Liepen
Liepen este o comună situată la sud de Peene la ca. 15 km de orașul Anklam, în landul Mecklenburg-Pomerania Inferioară, Germania. Centrul administrativ se află în comuna Spantekow.

## Localități aparținătoare de comună
- Preetzen
- Priemen
- Liepen

## Personalități
Liepe a fost în anul 1739 domiciliul lui „Friese” (Matthias Friese) unul din producătorii principali de orgă din Mecklemburg.
1. ↑  GeoNames